# 馬羅梅烏
馬羅梅烏是東非國家莫桑比克的城鎮，由索法拉省負責管轄，位於該國中部尚比西河南岸，主要經濟活動是種植甘蔗，有關項目獲世界銀行資助。
18°17′27″S 35°56′43″E / 18.29083°S 35.94528°E